# Iglesia de San Martín (Lérida)
La iglesia de San Martín es un templo católico de estilo románico ubicado en el casco antiguo de la ciudad catalana de Lérida. El templo es de una sola nave cubierta con una bóveda ojival, lisa y reforzada por tres arcos en la nave y uno de doble ábside.
Fue construida en el siglo XII y fue la parroquia del Estudio General de Lérida. Durante la Guerra de los Segadores fue reconvertida en caserna militar y a partir del siglo XIX se utilizó como prisión municipal.
En 1893, el obispo Josep Meseguer ordenó la restauración del templo. Para ello se utilizó la portalada de la parroquia de El Tormillo (núcleo perteneciente a Peralta de Alcofea, en la provincia de Huesca) que por aquel entonces formaba parte de la Diócesis de Lérida. Meseguer adquirió la obra a cambio de 375 pesetas, y en la actualidad es reclamada por el ayuntamiento de la localidad oscense.
Una vez restaurada, la iglesia recuperó el uso litúrgico hasta los años 1970, cuando se inauguró en una parcela adyacente una nueva iglesia de San Martín. Desde entonces se usó para conservar parte de la colección de arte sacro del Obispado.
En 1997 se constituyó el consorcio del Museo Diocesano de Lérida y se decidió que la Iglesia de San Martín fuera usada como sede provisional hasta la inauguración del nuevo museo, acontecida en noviembre de 2007.
En 2011 se firmó un acuerdo entre el Ayuntamiento de Lérida, la universidad y el Museo Diocesano para recuperar los usos académicos y litúrgicos de la iglesia así como para la creación de un centro de interpretación del Estudio General.

## Galería de imágenes

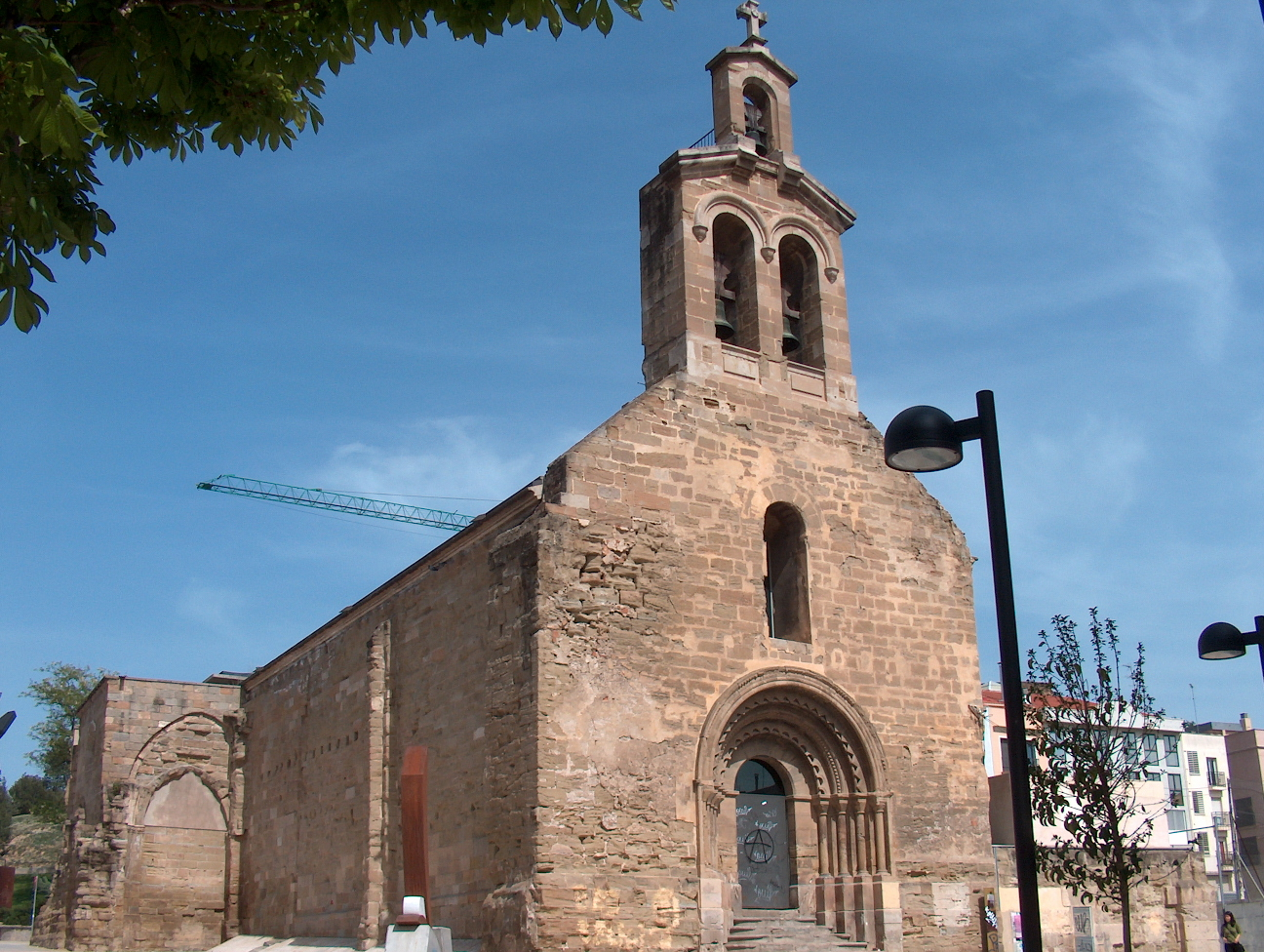
Fachada principal.
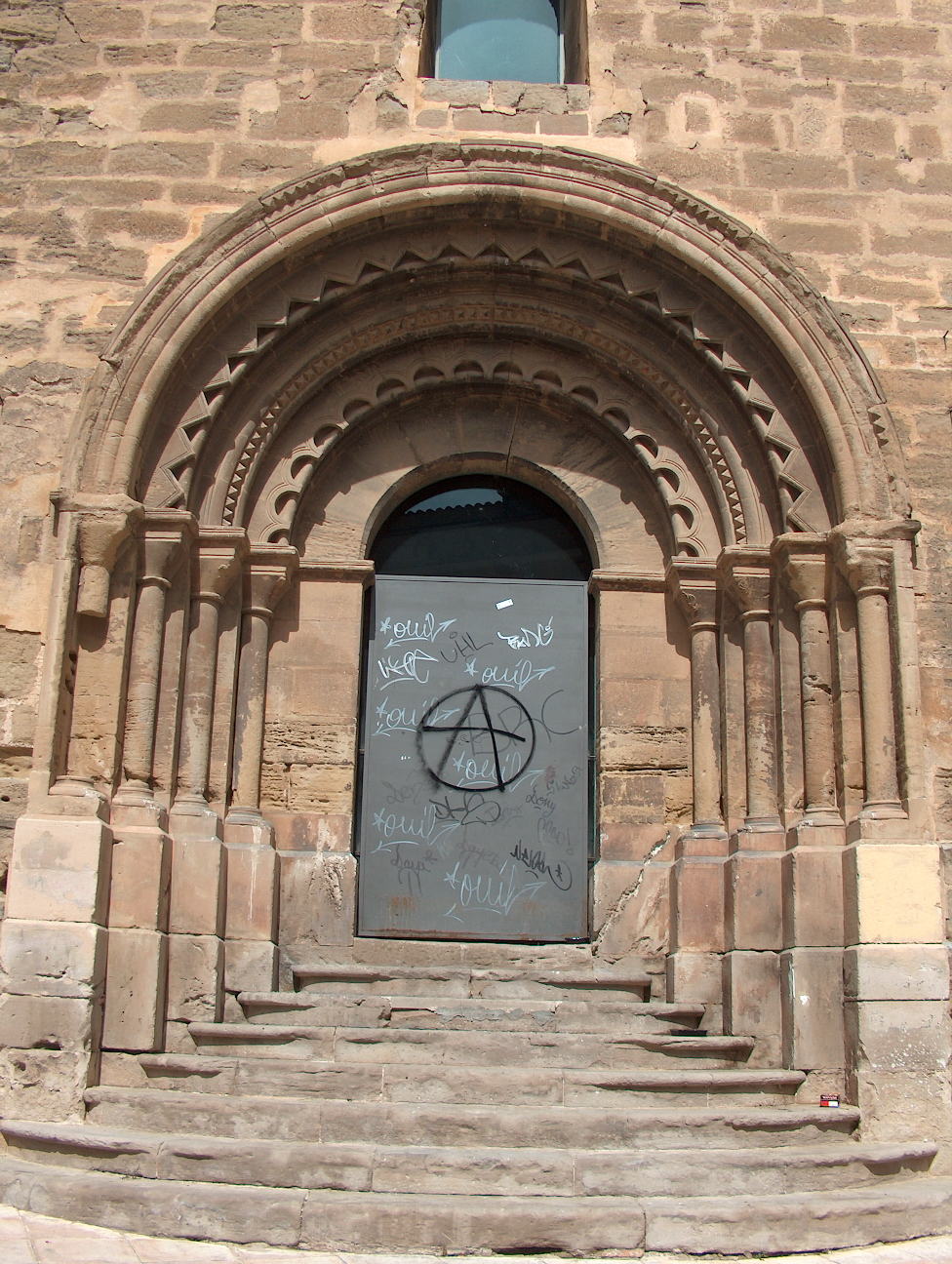
Detalle de la portalada.
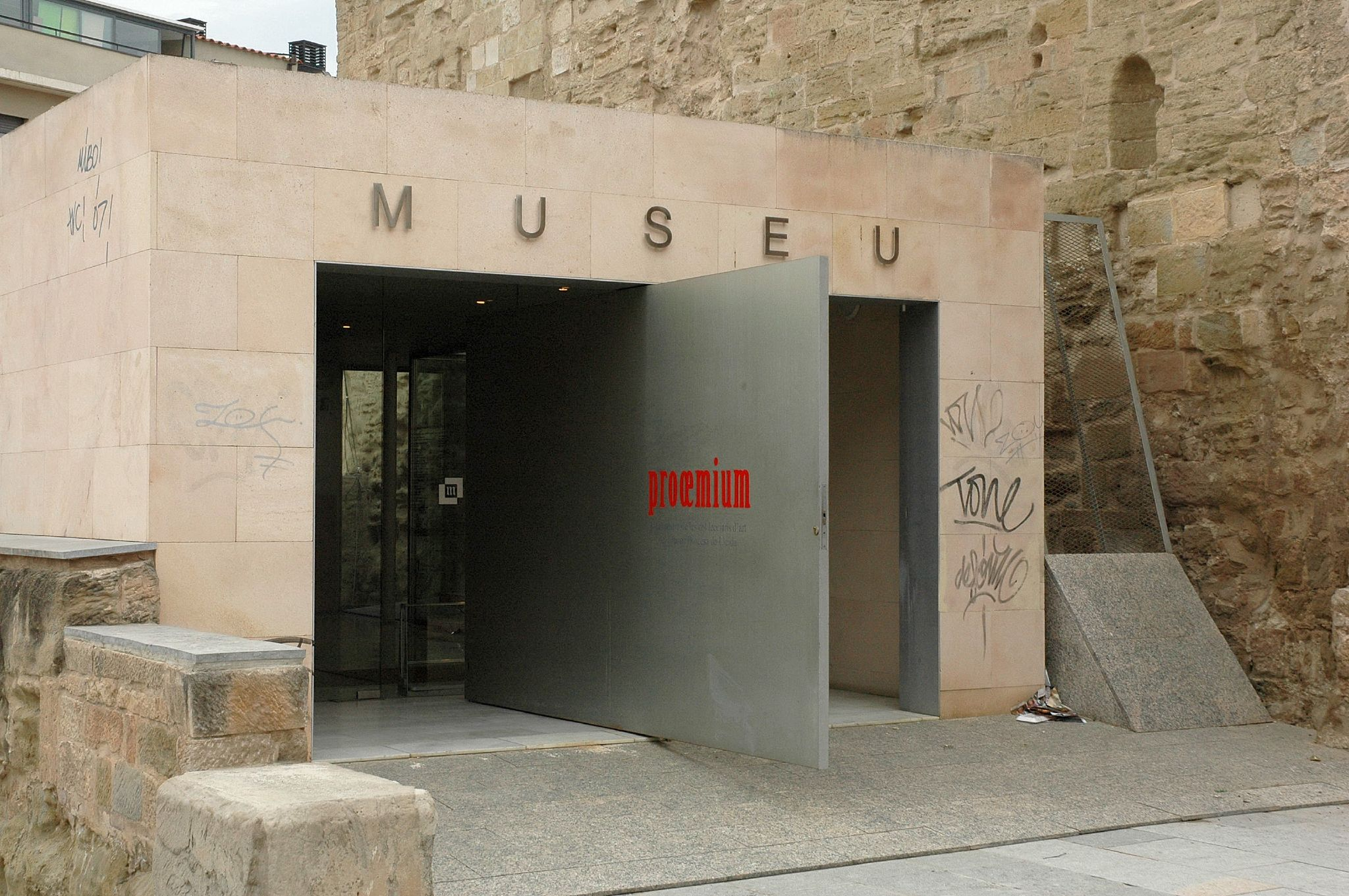
Entrada a la antigua sede del Museo Diocesano.